# Koraalslangachtigen
Koraalslangachtigen (Elapidae) zijn een familie van de slangen.

## Naam en indeling
De wetenschappelijke naam van de groep werd voor het eerst voorgesteld door Heinrich Boie in 1827. Er zijn ongeveer 390 soorten die zonder uitzondering giftig zijn. De soorten uit deze familie worden daarom wel gifslangen genoemd, maar lang niet alle giftige slangen behoren tot de koraalslangachtigen, zoals de adders (familie Viperidae), waartoe ook de ratelslangen en groefkopadders behoren. Ook sommige toornslangachtigen (familie Colubridae) zijn giftig. Verschillende soorten koraalslangachtigen worden echter wel beschouwd als de gevaarlijkste slangen.
Tot de koraalslangachtigen behoren onder andere de volgende groepen;
- de zeeslangen (onderfamilie Hydrophiinae)
- de mamba's (geslacht Dendroaspis),
- de cobra's (verschillende geslachten, onder andere Naja, Hemachatus en Ophiophagus)
- de koraalslangen (meerdere geslachten, bekendste is Micrurus)
- de kraits (geslacht Bungarus)

De zeeslangen werden lange tijd als een aparte familie gezien (Hydrophiidae), maar tegenwoordig wordt de groep als onderfamilie van de koraalslangachtigen beschouwd. Ook is discussie over de geldigheid van verschillende geslachten.

## Giftigheid
Deze familie is van andere families te onderscheiden doordat de soorten wel holle giftanden hebben, maar deze kunnen niet worden teruggeklapt zoals bij de adders (Viperidae). Hierdoor zijn de giftanden korter en wordt het slangengif niet zo makkelijk geïnjecteerd; ze moeten eerst een kauwbeweging maken. Bij deze familie is de oorspeekselklier tot gifklier omgebouwd en produceert een gif dat bestaat uit eiwitten die weefsels afbreken en al in geringe dosis een dodelijke werking kunnen hebben.

## Soortenrijkdom
Deze familie is zo rijk aan allerlei specifieke aanpassingen, dat ze niet als een echte groep beschreven kan worden op de bouw van de giftanden na. De langste soort is enkele meters lang en de kleinste wordt nog geen halve meter. Ook de variatie in kleuren en patronen is groot; veel soorten hebben camouflagekleuren maar enkele zijn felgekleurd. De koraalslangen uit het geslacht Micrurus worden door velen tot de mooiste slangen gerekend vanwege de bonte en afstekende kleuren.

## Onderfamilies en geslachten
De koraalslangachtigen worden verdeeld in 53 geslachten en twee onderfamilies. Deze zijn onderstaand weergegeven, met de auteur, het soortenaantal en het verspreidingsgebied.
| Geslachten van de onderfamilie zeeslangen (Hydrophiinae) | Geslachten van de onderfamilie zeeslangen (Hydrophiinae) | Geslachten van de onderfamilie zeeslangen (Hydrophiinae) | Geslachten van de onderfamilie zeeslangen (Hydrophiinae) |
| Naam                                                     | Auteur                                                   | Soorten                                                  | Verspreiding |
| -------------------------------------------------------- | -------------------------------------------------------- | -------------------------------------------------------- | --- |
| Aipysurus                                                | Lacépède, 1804                                           | 9                                                        | Azië, Australië |
| Antaioserpens                                            | Wells & Wellington, 1985                                 | 2                                                        | Australië |
| Brachyurophis                                            | Günther, 1863                                            | 8                                                        | Australië |
| Schildpadkopzeeslangen (Emydocephalus)                   | Krefft, 1869                                             | 3                                                        | Azië, Australië |
| Ephalophis                                               | Smith, 1931                                              | 1                                                        | Australië |
| Hydrelaps                                                | Boulenger, 1896                                          | 1                                                        | Nieuw-Guinea, Australië |
| Roerstaartzeeslangen (Hydrophis)                         | Latreille, 1801                                          | 50                                                       | Grote Oceaan , Indische Oceaan, Zuid-Chinese Zee, Perzische Golf, Golf van Bengalen, Straat van Taiwan, Golf van Thailand, Japanse Zee |
| Parahydrophis                                            | Burger & Natsuno, 1974                                   | 1                                                        | Papoea-Nieuw-Guinea, Australië |
| Paroplocephalus                                          | Keogh, Scott & Scanlon, 2000                             | 1                                                        | Australië |
| Geslachten van de onderfamilie Elapinae                  |                                                          |                                                          | |
| Naam                                                     | Auteur                                                   | Soorten                                                  | Verspreiding |
| Acanthophis                                              | Daudin, 1803                                             | 8                                                        | Azië; Indonesië, Papoea-Nieuw-Guinea, en Australië |
| Schildcobra's (Aspidelaps)                               | Fitzinger, 1843                                          | 2                                                        | Afrika; Angola, Namibië, Botswana, Zimbabwe, Zuid-Afrika en Mozambique |
| Aspidomorphus                                            | Fitzinger, 1843                                          | 3                                                        | Azië; Indonesië en Papoea-Nieuw-Guinea |
| Austrelaps                                               | Worrel, 1963                                             | 3                                                        | Australië |
| Kraits (Bungarus)                                        | Daudin, 1803                                             | 16                                                       | Azië; Afghanistan, Bangladesh, Bhutan, Brunei, Cambodja, China, India, Indonesië, Iran, Laos, Macau, Maleisië, Myanmar, Nepal, Pakistan, Singapore, Sri Lanka, Thailand en Vietnam |
| Cacophis                                                 | Günther, 1863                                            | 4                                                        | Australië |
| Calliophis                                               | Gray, 1835                                               | 15                                                       | Azië; Myanmar, Thailand, Maleisië, Vietnam, Cambodja, Thailand, Laos, Sri Lanka, India, Indonesië, Singapore, Filipijnen en Bangladesh |
| Cryptophis                                               | Worrell, 1961                                            | 5                                                        | Azië; Papoea-Nieuw-Guinea en Indonesië, en Australië |
| Demansia                                                 | Gray, 1842                                               | 14                                                       | Azië; Papoea-Nieuw-Guinea, en in Australië |
| Mamba's (Dendroaspis)                                    | Schlegel, 1848                                           | 4                                                        | Grote delen van Afrika |
| Denisonia                                                | Krefft, 1869                                             | 2                                                        | Australië |
| Drysdalia                                                | Worrell, 1961                                            | 3                                                        | Australië |
| Echiopsis                                                | Leopold Fitzinger, 1843                                  | 1                                                        | Australië |
| Elapognathus                                             | Boulenger, 1896                                          | 2                                                        | Australië |
| Elapsoidea                                               | Bocage, 1866                                             | 10                                                       | Afrika; Congo-Kinshasa, Kenia, Soedan, Burundi, Tanzania, Rwanda, Ethiopië, Somalië, Oeganda, Tsjaad, Centraal-Afrikaanse Republiek, Kameroen, Soedan, Mozambique, Zambia, Botswana, Zuid-Afrika, Namibië, Malawi, Zimbabwe, Angola, Benin, Burkina Faso, Ghana, Ivoorkust, Malawi, Mali, Mauritanië, Niger, Nigeria, Swaziland, Senegal, Gambia, Guinee, Guinee-Bissau, Togo en Congo-Brazzaville |
| Furina                                                   | Duméril, 1853                                            | 5                                                        | Australië |
| Hemachatus                                               | Fleming, 1822                                            | 1                                                        | Afrika; Zuid-Afrika, Zimbabwe, Lesotho en Swaziland |
| Hemiaspis                                                | Fitzinger, 1861                                          | 2                                                        | Australië |
| Hemibungarus                                             | Peters, 1862                                             | 3                                                        | Azië; Filipijnen |
| Hoplocephalus                                            | Wagler, 1830                                             | 3                                                        | Australië |
| Platstaarten (Laticauda)                                 | Laurenti, 1768                                           | 8                                                        | Azië en Australië |
| Loveridgelaps                                            | Boulenger, 1890                                          | 1                                                        | Azië; Salomonseilanden |
| Micropechis                                              | Lesson, 1830                                             | 1                                                        | Azië; Indonesië en Papoea-Nieuw-Guinea |
| Micruroides                                              | Kennicott, 1860                                          | 1                                                        | Noord- en Midden-Amerika; Verenigde Staten en Mexico |
| Koraalslangen (Micrurus)                                 | Wagler, 1824                                             | 81                                                       | Noord-Amerika, Midden- en Zuid-Amerika; Frans-Guyana, Guyana, Colombia, Ecuador, Peru, Brazilië, Bolivia, Peru, Panama, Uruguay, Argentinië, Paraguay, Nicaragua, Costa Rica, Honduras, Mexico, Suriname, Venezuela, Trinidad, Verenigde Staten en El Salvador |
| Echte cobra's (Naja)                                     | Laurenti, 1768                                           | 33                                                       | Afrika, Azië en het Midden-Oosten |
| Neelaps                                                  | A.M.C. Duméril, Bibron & A.H.A. Duméril, 1854            | 2                                                        | Australië |
| Notechis                                                 | George Albert Boulenger, 1896                            | 1                                                        | Australië |
| Ogmodon                                                  | Peters, 1864                                             | 1                                                        | Azië; Fiji |
| Ophiophagus                                              | Günther, 1864                                            | 1                                                        | Azië; Bangladesh, Bhutan, Cambodja, Filipijnen, Hongkong, India, Indonesië, Laos, Maleisië, Myanmar, Nepal, Singapore, Thailand en Vietnam, China en de Filipijnen |
| Oxyuranus                                                | Kinghorn, 1923                                           | 3                                                        | Azië; Papoea-Nieuw-Guinea en Indonesië, en Australië |
| Parapistocalamus                                         | Roux, 1934                                               | 1                                                        | Azië; Papoea-Nieuw-Guinea en de Salomonseilanden |
| Pseudechis                                               | Wagler, 1830                                             | 9                                                        | Azië; Papoea-Nieuw-Guinea, Indonesië en in Australië |
| Pseudohaje                                               | Günther, 1858                                            | 2                                                        | Afrika; Angola, Burundi, Kameroen, Centraal-Afrikaanse Republiek, Congo-Kinshasa, Congo-Brazzaville, Gabon, Ghana, Ivoorkust, Kenia, Nigeria, Rwanda, Oeganda, Sierra Leone, Liberia en Guinea |
| Pseudonaja                                               | Günther, 1858                                            | 9                                                        | Australië |
| Rhinoplocephalus                                         | Müller, 1885                                             | 1                                                        | Australië |
| Salomonelaps                                             | McDowell, 1970                                           | 1                                                        | Salomonseilanden |
| Simoselaps                                               | Jan, 1859                                                | 4                                                        | Australië |
| Sinomicrurus                                             | Slowinski, Boundy & Lawson, 2001                         | 8                                                        | Azië; India, Nepal, Bangladesh, Bhutan, Myanmar, Thailand, Vietnam, China, Japan, Taiwan en Laos |
| Suta                                                     | Worrell, 1961                                            | 11                                                       | Australië |
| Toxicocalamus                                            | Boulenger, 1896                                          | 11                                                       | Azië; Indonesië |
| Tropidechis                                              | Albert Günther, 1863                                     | 1                                                        | Australië |
| Vermicella                                               | John Edward Gray in Günther, 1858                        | 6                                                        | Australië |
| Walterinnesia                                            | Lataste, 1887                                            | 2                                                        | Midden-Oosten en noordoostelijk Afrika; Israël, Saoedi-Arabië, Jordanië, Egypte, Irak, Syrië, Iran, Turkije en Koeweit en mogelijk in Libanon |